# كنيس تيفريت يسرائيل
كنيس تيفريت يسرائيل أو مدرسة نيسان باك هو كنيس يهودي كان قائمًا في الفترة ما بين عامي 1872 و1948 في الحي اليهودي بالبلدة القديمة في القدس. افتتح كنيس تيفريت يسرائيل في عام 1872 بعد أن أسسه الحاخام نيسان باك أحد أعضاء حركة اليشوف القديم ضمن جماعة الروزين الحسيدية، ثُم تعرّض مبنى الكنيس للتدمير في 21 أيار (مايو) عام 1948 على يد الفيلق العربي الأردني خلال حرب فلسطين التي وقعت في عام 1948.
أصبحت بقايا الكنيس المدمرة في البلدة القديمة في القدس تحت سيطرة السلطات الإسرائيلية في أعقاب حرب الأيام الستة. وفي تشرين الثاني (نوفمبر) عام 2012، أعلنت بلدية القدس موافقتها على خطط إعادة بناء الكنيس، ثُم وضع حجر الأساس في مشروع إعادة تشييد الكنيس في 27 أيار (مايو) عام 2014.

## لمحة تاريخية

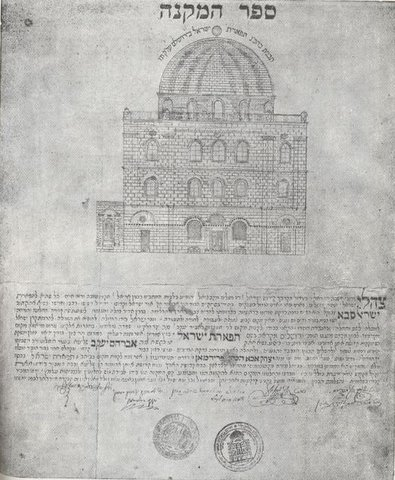
عقد ملكية أرض الكنيس في عام 1872

بدأ تشييد كنيس تيفريت يسرائيل في ستينيات القرن التاسع عشر على يد أتباع الحاخام يسرائيل فريدمان حاخام جماعة الروزين الحسيديم وابنه الحاخام أفروهوم يعقوب حاخام ساديغورا، وسمي الكنيس على اسم الحاخام يسرائيل، وأضيفت للاسم كلمة "تيفريت" والتي تعني في اللغة العبرية "المجد" أو "الروعة"، وعلى الرغم من الشهرة الكبيرة للحاخام يسرائيل بين أتباع الطائفة الحسيدية، وبسبب المشاركة القوية لنيسان باك في تمويل مشروع الكنيس عُرف كنيس تيفريت يسرائيل أيضًا باسم "كنيس نيسان باك". تقول إحدى الروايات المتداولة أيضًا، والتي نشرها أحد أقارب عائلة باك، أن كنيس تيفريت يسرائيل سمي على اسم يسرائيل باك (والد نيسان باك)، الذي كان له دور فعال أيضًا في بناء الكنيس. وعلى الرغم من وصول يهود الحسيديم إلى القدس بحلول عام 1747، إلا أنه في عام 1839 فقط بدأ نيسان باك خططًا لبناء أول كنيس حسيدي في المنطقة. وكان يهود الحسيديم حتى ذلك الحين يصلون في أماكن صغيرة وخاصة مثل منزل يسرائيل باك.
في عام 1843، سافر نيسان باك من القدس لزيارة حاخام الروزين في مستوطة ساديجورا في أوكرانيا، فأخبره أن القيصر نيكولاي الأول يعتزم شراء قطعة أرض بالقرب من الحائط الغربي بنية بناء كنيسة ودير هناك. فقام حاخام الروزين، الذي كان مُمعنًا في مُساعدة جماعة اليشوف الحسيدية بتكليف نيسان باك بمهمة إحباط محاولة القيصر. تمكن باك من شراء الأرض من أصحابها العرب مقابل مبلغ باهظ قبل أيام فقط من أمر القيصر المستشار الروسي في القدس بالشراء نيابة عنه، واضطر القيصر إلى شراء قطعة أرض مختلفة أنشأ فيها كنيسة تعرف في الوقت الحالي باسم المجمع الروسي. وعندما توفي الحاخام فريدمان في عام 1851، واصل ابنه الحاخام أفروهوم يعقوب فريدمان، أول حاخام من ساديغورا مهمة جمع الأموال اللازمة للمشروع.

## معرض الصور
- جدار داخلي مرتفع في الكنيس تعلوه أعمال حديدية مزخرفة وبطاقة بريدية عتيقة يعود تاريخها إلى عام 1900
- تصميم داخلي لكنيس تيفريت يسرائيل يوضح القسم العلوي من أعمال الحديد، في عام 1940
- قبة كنيس تيفريت يسرائيل من الداخل مزينة برسومات جدارية، في عام 1940.